# UFC 206
UFC 206: Holloway vs. Pettis（ユーエフシー・ツーオーシックス：ホロウェイ・バーサス・ペティス）は、アメリカ合衆国の総合格闘技団体「UFC」の大会の一つ。2016年12月10日、カナダ・オンタリオ州トロントのエア・カナダ・センターで開催された。

## 大会概要
本大会ではマックス・ホロウェイとアンソニー・ペティスによるUFC世界フェザー級暫定王座決定戦が組まれた。
キャリア11戦全勝のビビアン・ペレイラがUFCデビュー。

## 試合結果

### アーリープレリム
第1試合 フライ級 5分3R
○  ダスティン・オーティス vs.  ザック・マコウスキー ×
3R終了 判定2-1（29-28、28-29、29-28）
第2試合 71.6kg契約 5分3R
○  ルスタム・ハビロフ vs.  ジェイソン・サッゴ ×
3R終了 判定3-0（30-27、30-27、30-27）
※ハビロフの体重超過によりライト級から変更。
第3試合 ライト級 5分3R
○  ランド・バンナータ vs.  ジョン・マクデッシ ×
1R 1:40 KO（右ホイールキック）

### プレリミナリーカード
第4試合 バンタム級 5分3R
○  マシュー・ロペス vs.  ミッチ・ガニョン ×
3R終了 判定3-0（29-28、29-28、29-27）
第5試合 女子53.3kg契約 5分3R
○  ビビアン・ペレイラ vs.  ヴァレリー・レターノー ×
3R終了 判定2-1（29-28、28-29、29-28）
※レターノーの体重超過により女子ストロー級から変更。
第6試合 ライト級 5分3R
○  オリビエ・オービン＝メルシエ vs.  ドリュー・ドーバー ×
2R 2:57 リアネイキッドチョーク
第7試合 ライトヘビー級 5分3R
○  ミシャ・サークノフ vs.  ニキータ・クリーロフ ×
1R 4:38 ギロチンチョーク

### メインカード
第8試合 ウェルター級 5分3R
○  エミル・ミーク vs.  ジョーダン・メイン ×
3R終了 判定3-0（29-28、29-28、29-28）
第9試合 ミドル級 5分3R
○  ケルヴィン・ガステラム vs.  ティム・ケネディ ×
3R 2:45 TKO（左フック→パウンド）
第10試合 フェザー級 5分3R
○  カブ・スワンソン vs.  チェ・ドゥホ ×
3R終了 判定3-0（30-27、30-27、29-28）
第11試合 ウェルター級 5分3R
○  ドナルド・セラーニ vs.  マット・ブラウン ×
3R 0:34 KO（左ハイキック）
第12試合 UFC世界フェザー級暫定王座決定戦 5分5R
○  マックス・ホロウェイ vs.  アンソニー・ペティス ×
3R 4:50 TKO（スタンドパンチ連打）
※ホロウェイが王座獲得に成功。
※ペティスの体重超過によりフェザー級から変更。

### 各賞
ファイト・オブ・ザ・ナイト： カブ・スワンソン vs. チェ・ドゥホ
パフォーマンス・オブ・ザ・ナイト： マックス・ホロウェイ、ランド・バンナータ
各選手にはボーナスとして5万ドルが授与された。

### カード変更
負傷などによるカードの変更は以下の通り。